# Bojan Schwentner
Bojan Schwentner, slovenski aforist, * 8. januar 1957, Maribor.

## Življenjepis
Njegov oče Venčeslav je bil glasbenik (v Ansamblu Jožeta Kreseta) in tudi prijavil več patentov v Tovarni avtomobilov Maribor. Mama Olga mu je, ko je bil star dvanajst let, odšla na delo v tujino. Pri dveh letih je dobil še sestro Brigito.
Do enajstega leta starosti so z družino živeli na Studencih, nato pa so se preselili v blok v Maribor.
Po končani osnovni šoli Slavka Šlandra se je najprej zaposlil kot trgovec z elekrotehniko v takratni trgovini Jugotehnika. Ker pa oče ni mogel preživljati obeh otrok, je pri petnajstih letih odšel na delo v tovarno Siemens v München, kjer je delala tudi njegova mama. Po šestih mesecih dela v Siemensu je odšel nazaj v domovino in tam končal srednjo elektrotehniško šolo. Vojsko je kot TT mehaničar odslužil v Ljubljani in Ajdovščini. Delal je kot elektrotehnik in računalniški tehnik na Ekonomskem centru v Mariboru.
Z literaturo se je začel resneje ukvarjati leta 1989 in se je vključeval v šolo kreativnega pisanja pri Mladinskem kulturnem centru in literarno delavnico pri Zvezi kulturnih organizacij Maribor. Nastopal je na samostojnih in skupinskih literarnih večerih (Maribor, Piran, Gradec, Ljubljana). Objavljal je v Večeru, Novi reviji, Dialogih, Primorskih srečanjih, Sodobnosti, Mentorju, humorističnih revijah Sršen, Pavliha, Osa, na radiu v Mariboru in Ljubljani, literarni reviji Locutio in na Locutio on-line.

## Seznam del
- To je da gagneš, zbornik šole kreativnega pisanja, MKC, Maribor 1990
- Pametnejši naj končno že odnehajo, skupaj z Janjo Vidmar in Tomažem Brenkom, ZKO Maribor in Matic, Maribor 1992 (COBISS)
- Bodice, zbirka aforizmov, Amalietti, Ljubljana 1994 (COBISS)
- Koza cela, volk vsega sit, Mariborska literarna družba, Maribor 1999 (COBISS)
- Najboljši aforizmi, Mondena in Mladinska knjiga, Grosuplje, Ljubljana 2000 (COBISS)
- Utrinki pod lipo, Mariborska literarna družba, Maribor 2006 (COBISS)
- Razlike nas bogatijo, je dejal bogati revnemu, Kulturni center Maribor 2016